# Karl von Göz
Karl Göz, ab 1889 von Göz, (* 7. März 1844 in Ellwangen (Jagst); † 14. November 1915 in Stuttgart) war ein deutscher Richter, Rechtsanwalt, Rechtswissenschaftler und Politiker.

## Leben
Nach dem Besuch der Realschule und des Gymnasiums in Ellwangen und Ulm ging er 1858 an das Evangelische Seminar Urach. Anschließend studierte er bis 1866 Rechtswissenschaften an der Universität Tübingen. Mit der 1907 veröffentlichten Arbeit Das Selbstverschulden des Beschädigten und die Verteilung des Schadens nach § 254 BGB wurde er an der Universität Leipzig zum Dr. iur. promoviert.
Nach einer Tätigkeit beim Oberamtsgericht Rottenburg machte Göz 1868 eine Studienreise nach Wien, Göttingen, Köln und Paris. Es folgte eine Tätigkeit als Richter am Stadtgericht Stuttgart, dann als Justizassesor am Oberamtsgericht Öhringen.
Von Sommer 1869 bis 1870 vertrat Göz seinen Onkel Theodor von Gessler und dozierte Zivilrecht an der Universität Tübingen. Ab 1871 war er Rechtsanwalt in Stuttgart. Ab 1882 übte er diverse Beratertätigkeiten aus, so unter anderem für den Württembergischen Kreditverein, für den württembergischen Fiskus sowie die Forstdirektion. In dieser Zeit, bis 1894 war er im Vorstand des Vereins zum Bau der Friedenskirche in Stuttgart, außerdem von 1888 bis 1894 Mitglied der 4. Evangelischen Landessynode für die Diözese Cannstatt.
Ab 1894 war er zunächst stellvertretendes, ab 1896 ordentliches Mitglied des Württembergischen Verwaltungsgerichtshofes, ab 1905 dessen Präsident sowie Vorsitzender des Kompetenzgerichtshofes, wobei er bereits im Oktober desselben Jahres auf eigenen Wunsch, aus gesundheitlichen Gründen, in den Ruhestand versetzt.
Sein Sohn Hans Göz wurde ebenfalls Jurist und Politiker.

## Ehrungen
- 1889 Ehrenritterkreuz des Ordens der Württembergischen Krone, welches mit dem persönlichen Adelstitel (Nobilitierung) verbunden war.[1]
- 1899 Kommenturkreuz des Ordens der Württembergischen Krone
- 1903 Ernennung zum Geheimen Rat mit dem Prädikat Exzellenz
- Kommenturkreuz des Friedrichsordens
- 1915 Großkreuz des Friedrichsordens

## Politisches Engagement
1867 trat Göz in die DP ein und wurde 1871 Mitglied des Bürgerausschusses der Stadt Stuttgart, 1877 dessen Obmann. 1878 wechselte er in den Gemeinderat, war dort ab 1891 besoldetes Mitglied und vertrat faktisch den erkrankten Oberbürgermeister Theophil Friedrich von Hack. Von 1883 bis 1894 saß er zudem in der Zweiten Kammer der Württembergischen Landstände, war dort ab 1864 bis zu seinem Austreten Vizepräsident.
Bereits Mitglied des Landesausschusses und zeitweise Vorsitzender des Ortsvereins Stuttgart, wurde Göz 1887 Vorsitzender des Landesausschusses der DP, bis er 1894 zum Wirklichen Staatsrat und Ständigen Rat des Staatsministeriums ernannt wurde und alle anderen politischen Ämter abgab.
Er soll um 1908 Wortführer der Tübinger Bismarckfreunde gewesen sein.

## Publikationen (Auswahl)
- Die württembergischen Gesetze und Verfügungen über die Vertretung der ev. Kirchengemeinden und die Verwaltung ihrer Vermögensangelegenheiten, Ellwangen 1890.
- Die Verwaltungsrechtspflege in Württemberg. J. C. B. Mohr, Tübingen 1902 (Digitalisat).
- Das württembergische Einkommensteuergesetz vom 8. August 1903. Kommentar. Tübingen 1903, 2. Auflage 1908.
- Das Staatsrecht des Königreichs Württemberg auf Grundlage des Handbuchs von Dr. L Gaupp, Tübingen 1904, 2. Auflage 1908 (Das öffentliche Recht der Gegenwart; 2).
- (Hrsg.): Die Verfassungsurkunde des Königreichs Württemberg, Mohr, Tübingen 1906.
- Das Selbstverschulden des Beschädigten und die Verteilung des Schadens nach § 254 BGB. J. B. Metzlersche Buchdruckerei, Stuttgart 1907.